# Bugs Moran
George (Bugs) Moran (Saint Paul (Minnesota), 21 augustus 1893 - Leavenworth (Kansas), 25 februari 1957) was een Amerikaanse gangster met Iers-Poolse wortels. In Chicago maakte hij al op jonge leeftijd naam binnen de North Side (Irish) Gang. De North Side gang was al in een harde oorlog verwikkeld met de bende van Al "Scarface" Capone toen Bugs Moran in 1927 de leiding overnam. Hiermee werd hij diens grote rivaal, in de periode van de Drooglegging.

## De hoogtijdagen
Hij groeide uit tot een levende legende, als een van de weinigen kon hij het opnemen tegen Capone. De gevechten tussen beide gangs waren in die periode bijna dagelijks nieuws. Moran was een product van zijn tijd en plaats - de Roaring Twenties en Chicago. In geen andere Amerikaanse stad werd een in krijtstreep pakken geklede maffioso en bierbaron meer aanbeden dan Bugs Moran in Chicago. Hij werd door het gewone publiek gezien als een "goodfella" en zelfs als een moderne Robin Hood. Op foto's is hij altijd te zien in een strak driedelig kostuum, glimlachend als een kleine jongen die na het uithalen van een geintje door de leraar de klas werd uitgestuurd. De politici, die hij omkocht, waren weg van hem. Verslaggevers liepen sowieso hoog met hem op omdat hij altijd veel publiciteit opleverde. Nooit sloeg hij een mogelijkheid over om Al Capone te beledigen, "The Beast" en "The Behemoth" waren zijn favoriete Irish Jokes.

## De ondergang
Het beroemde Valentijnsdagbloedbad op 14 februari 1929 in vermoedelijke opdracht van Al Capone en uitgevoerd onder vermoedelijke leiding van Jack "Machine Gun" McGurn betekende zijn ondergang. Naar verluidt was Bugs Moran te laat en werd een andere man aangezien voor Bugs Moran waardoor de moordenaars in actie kwamen. Wel werden vijf van zijn topgangsters en twee andere mannen geëxecuteerd. Maar ook de dagen van Capone waren geteld. Het publiek was geschokt door deze gruwelijke afrekening, daarnaast zette de fiscus alles op alles om Al Capone in zijn portemonnee te raken. 
In juli 1946 werd Moran gearresteerd door de FBI op verdenking van een bankoverval. Hij werd tot 10 jaar cel veroordeeld. Na zijn vrijlating werd hij opnieuw gearresteerd voor een eerdere bankoverval en wederom tot 10 jaar veroordeeld. In 1957 overleed George Bugs Moran in de Leavenworthgevangenis aan longkanker.
Er gaan geruchten dat de nazaten van Moran nog een groot deel van het door Moran verworven vermogen gebruiken voor goede doelen, dit zou het door Moran aangebrachte leed enigszins verzachten. Dit is echter nooit bevestigd door de erfgenamen.